# Рендулич, Лотар
Ло́тар Ре́ндулич (нем. Lothar Rendulic; 23 ноября 1887 — 17 июля 1971) — австрийский и немецкий военный деятель, военный преступник, генерал-полковник (1944 год).

## Биография
Родился в Австро-Венгрии в городе Винер-Нойштадте (Нижняя Австрия) в хорватской семье. В 1906—1907 годах учился в университетах Вены и Лозанны по специальности юстиция и политология.
В 1907—1910 годах обучался в Терезианской военной академии, в августе 1910 года получил звание лейтенанта. Направлен служить в 99-й пехотный полк (Вена). В 1914 году с отличными оценками сдал вступительные экзамены в императорскую военную академию, но учёба в ней не состоялась из-за начала Первой мировой войны.
В октябре 1914 года в звании обер-лейтенанта командовал ротой 99-го пехотного полка на Русском фронте в Галиции. Был тяжело ранен, до марта 1915 года в госпитале; награждён медалью за ранение. С марта 1915 года вновь на Восточном фронте (на штабных должностях), с сентября 1916 года на Итальянском фронте, принял участие в разгроме итальянской армии при Капоретто. В мае 1917 года произведён в капитаны. За Первую мировую войну награждён четырьмя австро-венгерскими орденами.
После распада Австро-Венгрии Рендулич с ноября 1918 по декабрь 1920 года учился в Венском университете, получил степень доктора юриспруденции. В декабре 1920 года вернулся на военную службу в армии Австрийской республики.
В 1923 году Рендулич был направлен на двухгодичные курсы в школу Генерального штаба.
Лотар Рендулич был убеждённым антикоммунистом и националистом. В мае 1932 года он вступил в Австрийскую национал-социалистическую партию.
1 февраля 1936 года полковник Лотар Рендулич в результате чистки армии от политизированных офицеров был уволен в отставку. После аншлюса в 1938 году вернулся в армию. Он был назначен начальником штаба сформированного XVII корпуса. В сентябре 1938 года в составе корпуса участвовал в оккупации Судетской области Чехословакии.

## Вторая мировая война

### Польша
С началом Второй мировой войны участвовал в войне против Польши: 20 сентября 1939 корпус завершил разгром польской армии «Карпаты». В конце этого же года ему было присвоено звание генерал-майора.

### Французская кампания
Во французской кампании 1939—1940 годов корпус обеспечивал прикрытие правого фланга немецких войск и базировался во Фландрии.
Осенью 1940 года Рендулич был назначен командиром 52-й пехотной дивизии.

### Действия в СССР
Войну на территории СССР дивизия начала 22 июня 1941 года. Она захватила города Бобруйск, Рогачёв, Брянск и вышла к городу Козельску. В ноябре дивизия была передана в состав 4-й армии и приняла участие в операции «Тайфун». Задачей дивизии было прорваться к Туле и обойти Москву с юга, но дивизия встретила упорное сопротивление Красной Армии и увязла в боях. 1 декабря 1941 года Рендуличу было присвоено звание генерал-лейтенанта. В ходе наступления Красной Армии под Москвой 52-й дивизии пришлось отступить от Козельска, а затем она была переброшена под Юхнов, где ей удалось остановить наступление советских войск. За заслуги в этих боях Лотар Рендулич был 26 декабря 1941 года награждён Немецким крестом в золоте, а 6 марта 1942 года — Рыцарским крестом Железного креста.
1 ноября 1942 года Лотар Рендулич назначен командиром XXXV армейского корпуса, а 1 декабря ему присвоено звание генерал от инфантерии.
Летом 1943 года корпус Рендулича участвовал в Курской битве, в ходе которой понёс тяжёлые потери.

### Югославия
15 августа 1943 награждён Дубовыми листьями к Рыцарскому кресту и назначен командующим 2-й танковой армией, переброшенной с Восточного фронта в Югославию. После капитуляции Италии руководил разоружением итальянских войск в Югославии и рядом операций против сил Народно-освободительной армии Югославии (НОАЮ), проводимых в период осени 1943 — зимы 1944 годов с целью установления немецкого контроля в Западной Словении, Истрии, Далмации, Хорватском приморье, Восточной Боснии и Санджаке. 1 апреля 1944 года Рендуличу присвоено звание генерал-полковника.
В период с 25 мая по 6 июня 1944 года руководил операцией «Ход конём» (нем. Operation Rösselsprung), задачей которой было уничтожение Верховного штаба НОАЮ. Данная операция не привела к ожидаемому успеху. Тито и другие руководители партизанского движения избежали захвата и были эвакуированы на советском самолёте на англо-американскую военную базу в городе Бари.

### Норвегия и Финляндия
24 июля 1944 года Гитлер лично назначил Лотара Рендулича командующим 20-й горной армией, вместо генерал-полковника Эдуарда Дитля, погибшего в авиационной катастрофе. Под командованием Рендулича оказались немецкие войска, находящиеся в Финляндии и северной Норвегии.
В это время Финляндия начала вести переговоры с СССР о выходе из войны. 2 сентября 1944 года Финляндия разорвала отношения с Германией, и потребовала в течение двух недель вывести все войска вермахта из Лапландии, а 5 сентября прекратила огонь на советско-финском фронте.
4 октября 1944 года 20-я горная армия начала операцию «Северное сияние» по вводу войск в Норвегию. За успешное осуществление этой операции Лотар Рендулич был награждён Рыцарским крестом с дубовыми листьями и мечами. Через три дня Красная Армия начала Петсамо-Киркенесскую стратегическую наступательную операцию, в ходе которой разбила всю немецкую группировку на севере Норвегии, освободив Петсамо, Лиинахамари (незамерзающие порты) и город Киркенес. Дальнейшее преследование противника было нецелесообразным. Рассредоточившиеся группы немцев, отступая, попадали в плен к отрядам норвежского Сопротивления.

### Снова Советский фронт
15 января 1945 года Лотар Рендулич был назначен командующим группой армий «Север» в Прибалтике. 15 января она была переименована в группу армий «Курляндия», а 26 января Рендулич стал командующим новой группой армий «Север», преобразованной из группы «Центр». После крупного поражения группы армий «Юг» в Венгрии вместо Велера возглавил 7 апреля 1945 года. В условиях почти полного разгрома группы, переименованной в группу армий «Австрия», отходил на запад. Лотар Рендулич не подчинился приказу о капитуляции, стремясь не допустить, чтобы его военнослужащие попали в советский плен. 8 мая 1945 года Лотар Рендулич начал вывод своих войск с советско-германского фронта для сдачи американцам. Но в ходе Пражской и Грацско-Амштеттенской наступательных операций Красной Армии планомерный отход был сорван, несколько сотен тысяч солдат и офицеров группы армий «Юг» были пленены войсками 2-го и 3-го Украинских фронтов.

## Послевоенная судьба

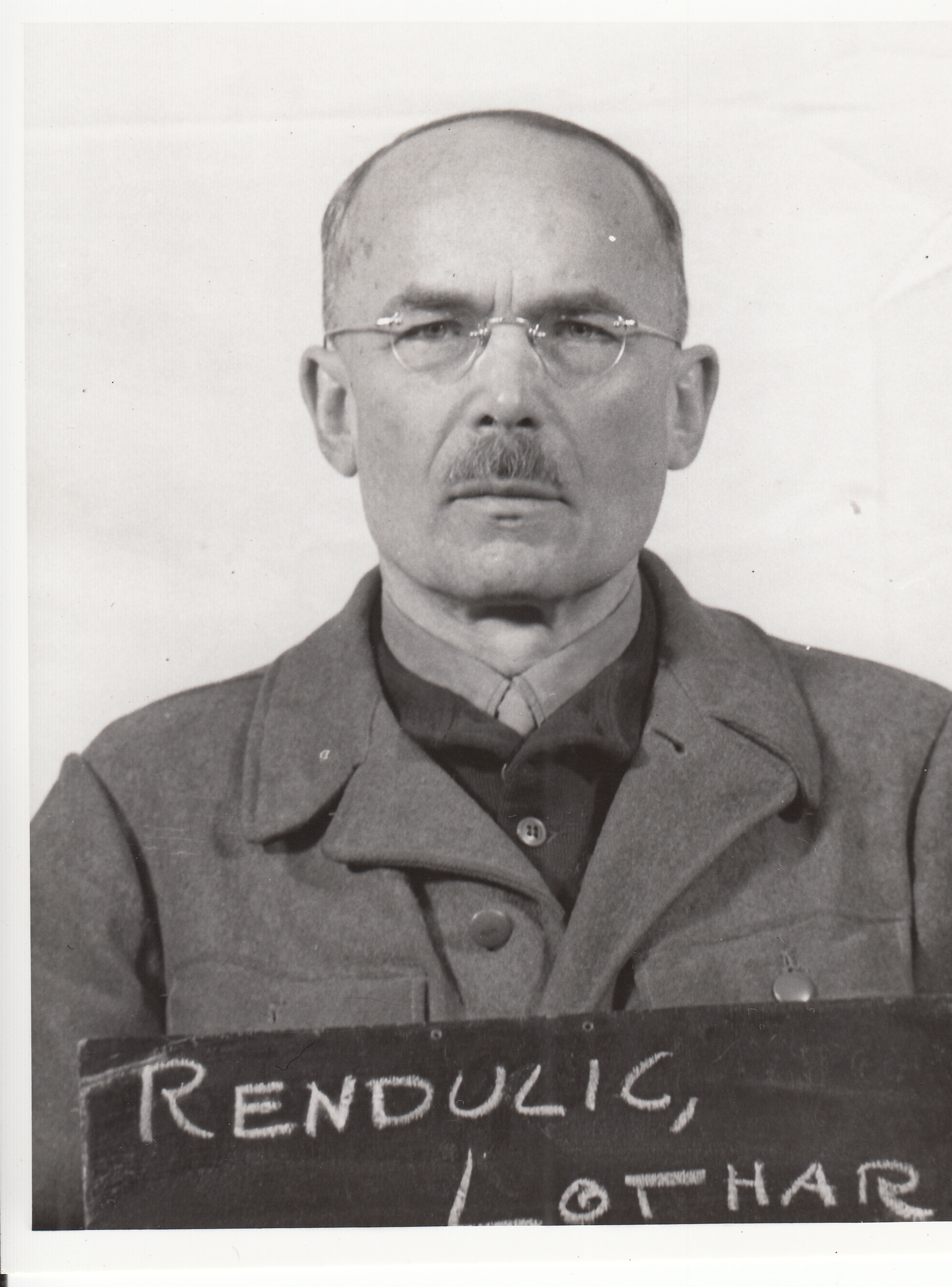
Лотар Рендулич на Нюрнбергском процессе

После войны был направлен в концлагерь в Гладенбахе, а затем переведён в тюрьму в Нюрнберге. В 1947 году он предстал вместе с рядом других немецких генералов на Нюрнбергском процессе по делу № 7 «О военном командовании на Юго-Востоке». Ему в вину вменялись расстрелы заложников, которые проводили его войска, и тактика «выжженной земли», применённая им в Финляндии в столкновениях с финнами после того, как те вышли из войны с СССР. По этому делу он был признан виновным и приговорён к 20 годам лишения свободы. В 1951 году ему сократили срок заключения до 10 лет, а в конце того же года досрочно освобожден.
После освобождения Лотар Рендулич вернулся в Австрию издавать книги по военному делу, в которых рассматривал опыт Второй мировой войны, перспективы дальнейшего военного противостояния с СССР, и оправдывал военные преступления против партизанского движения.
Умер в городе Эфердинге недалеко от Линца.

## Семья
Жена — Нелла Цёбль, сын — Гельмут Рендулич (р. 1928).

## Награды
- Орден Железной короны 3-го класса с воинским отличием и мечами (Австро-Венгрия)
- Крест «За военные заслуги» 3-го класса с воинским отличием и мечами (Австро-Венгрия)
- Медаль «За военные заслуги»[нем.] в бронзе с мечами (Австро-Венгрия)
- Медаль «За военные заслуги» в серебре с мечами (Австро-Венгрия)
- Войсковой крест Карла (Австро-Венгрия)
- Медаль «За ранение» (за одно ранение) (Австро-Венгрия)
- Железный крест (1914) 2-го и 1-го класса (Королевство Пруссия)
- Почётный крест Первой мировой войны 1914/1918 с мечами
- Пряжка к Железному кресту (1939) 2-го и 1-го класса
- Нагрудный знак «За ранение» (1939) чёрный
- Немецкий крест в золоте (26 декабря 1941)
- Рыцарский крест Железного креста с дубовыми листьями и мечами
  - рыцарский крест (6 марта 1942)
  - дубовые листья (№ 271) (15 августа 1943)
  - мечи (№ 122) (18 января 1945)
- Медаль «За зимнюю кампанию на Востоке 1941/42»
- Манжетная лента «Курляндия»
- Щит «Лапландия»
- Золотой партийный знак НСДАП
- Упоминание в Вермахтберихт 6 июня 1944; 28 декабря 1944; 14 марта 1945 и 9 мая 1945

## Книги
- Фатальные ошибки вермахта. Почему Германия проиграла войну. «Яуза» «ЭКСМО» Москва 2006.
- Управление войсками. — М.: Воениздат, 1974.
- Gerd F. Heuer. Die Generalobersten des Heeres, Inhaber Höchster Kommandostellen 1933—1945. — 2. — Rastatt: Pabel-Moewig Verlag GmbH, 1997. — 224 p. — (Dokumentationen zur Geschichte der Kriege). — ISBN 3-811-81408-7.

## Комментарии
1. ↑  Основная часть Верховного штаба НОАЮ во главе с И. Брозом Тито, а также части советской и англо-американской военных миссий были эвакуированы с аэродрома на Купрешко-Поле (Kupreško polje) в ночь на 4 июня 1944 года самолётом СИ-47 (командир корабля A.C. Шорников) советской Авиационной группы особого назначения, которая дислоцировалась на англо-американской военно-воздушной базе в Бари (Южная Италия)[3].